# Кюан
Кюан (яп. 久安 кю:ан) — девиз правления (нэнго) японского императора Коноэ, использовавшийся с 1145 по 1151 год .

## Продолжительность
Начало и конец эры:
- 22-й день 7-й луны 2-го года Тэнъё (по юлианскому календарю — 12 августа 1145);
- 26-й день 1-й луны 7-го года Кюан (по юлианскому календарю — 14 февраля 1151).

## Происхождение
Название нэнго было заимствовано из 46-го цзюаня классического древнекитайского сочинения «История Династии Цзинь» (кит. трад. 晉書, упр. 晋书, пиньинь Jìn shū, палл. Цзинь Шу):「建久安於万載、垂長世於無窮」.

## События
- 1146 год (2-я луна 2-го года Кюан) — император Коноэ посетил императора-инока Тоба[5];
- 1146 год (12-я луна 2-го года Кюан) — император Коноэ присоединился к празднованию 58-го деня рождения сэссё Фудзивары-но Тадамити[5]; это событие было важно ввиду того, что согласно представлениям китайской астрологии, в каждом шестидесятилетнем цикле первый и пятьдесят восьмой годы считались благоприятными;
- 14 июля 1147 года (15-й день 6-й луны 3-го года Кюан) — Стычка в храме Гион (яп. 祇園闘乱事件 гион то:ран дзикэн) — потасовка в храме Гион, случившаяся после того, как подчинённый Тайры-но Киёмори повздорил со священником, который потребовал у него не входить с оружием в святыню. В результате монах был ранен шальной стрелой;
- 1148 год (6-я луна 4-го года Кюан) — загорелся императорский дворец[6];
- 1150 год (1-я луна 6-го года Кюан) — Коноэ отпраздновал своё совершеннолетие; он женился на Фудзиваре-но Тококу, дочери дайнагона Тайры-но Киёмори и воспитаннице садайдзина Фудзивары-но Ёринаги. Девушка получила титул «первой императрицы» (куго)[6];
- 1150 год (3-я луна 6-го года Кюан) — Коноэ снова женился, на этот раз на дочери дайнагона Фудзивары-но Корэмити и воспитаннице сэссё Фудзивары-но Тадамити. Девушка получила титул тюго («вторая императрица»). Коноэ настолько полюбил вторую жену, что забыл о первой[6];
- 1150 год (12-я луна 6-го года Кюан) — сэссё Минамото-но Тадамити покидает свою должность и становится дайдзё-дайдзином. В этом же месяце, Минамото-но Ёсиканэ стал главой рода Асикага в провинции Симоцукэ.

## Сравнительная таблица
Ниже представлена таблица соответствия японского традиционного и европейского летосчисления. В скобках к номеру года японской эры указано название соответствующего года из 60-летнего цикла китайской системы гань-чжи. Японские месяцы традиционно названы лунами.
| 1-й год Кюан (Деревянный Бык)       | 1-я луна        | 2-я луна*  | 3-я луна  | 4-я луна  | 5-я луна*              | 6-я луна  | 7-я луна*              | 8-я луна   | 9-я луна*   | 10-я луна* | 10-я луна (високосная) | 11-я луна*    | 12-я луна      |
| ----------------------------------- | --------------- | ---------- | --------- | --------- | ---------------------- | --------- | ---------------------- | ---------- | ----------- | ---------- | ---------------------- | ------------- | -------------- |
| Юлианский календарь                 | 25 января 1145  | 24 февраля | 25 марта  | 24 апреля | 24 мая                 | 22 июня   | 22 июля                | 20 августа | 19 сентября | 18 октября | 16 ноября              | 16 декабря    | 14 января 1146 |
| 2-й год Кюан (Огненный Тигр)        | 1-я луна*       | 2-я луна   | 3-я луна  | 4-я луна* | 5-я луна               | 6-я луна* | 7-я луна               | 8-я луна   | 9-я луна*   | 10-я луна  | 11-я луна*             | 12-я луна*    |                |
| Юлианский календарь                 | 13 февраля 1146 | 14 марта   | 13 апреля | 13 мая    | 11 июня                | 11 июля   | 9 августа              | 8 сентября | 8 октября   | 6 ноября   | 6 декабря              | 4 января 1147 |                |
| 3-й год Кюан (Огненный Кролик)      | 1-я луна        | 2-я луна*  | 3-я луна  | 4-я луна* | 5-я луна               | 6-я луна  | 7-я луна*              | 8-я луна   | 9-я луна*   | 10-я луна  | 11-я луна              | 12-я луна*    |                |
| Юлианский календарь                 | 2 февраля 1147  | 4 марта    | 2 апреля  | 2 мая     | 31 мая                 | 30 июня   | 30 июля                | 28 августа | 27 сентября | 26 октября | 25 ноября              | 25 декабря    |                |
| 4-й год Кюан (Земляной Дракон)      | 1-я луна        | 2-я луна*  | 3-я луна* | 4-я луна  | 5-я луна*              | 6-я луна  | 6-я луна* (високосная) | 7-я луна   | 8-я луна    | 9-я луна*  | 10-я луна              | 11-я луна     | 12-я луна*     |
| Юлианский календарь                 | 23 января 1148  | 22 февраля | 22 марта  | 20 апреля | 20 мая                 | 18 июня   | 18 июля                | 16 августа | 15 сентября | 15 октября | 13 ноября              | 13 декабря    | 12 января 1149 |
| 5-й год Кюан (Земляная Змея)        | 1-я луна        | 2-я луна*  | 3-я луна* | 4-я луна  | 5-я луна*              | 6-я луна* | 7-я луна               | 8-я луна   | 9-я луна*   | 10-я луна  | 11-я луна              | 12-я луна     |                |
| Юлианский календарь                 | 10 февраля 1149 | 12 марта   | 10 апреля | 9 мая     | 8 июня                 | 7 июля    | 5 августа              | 4 сентября | 4 октября   | 2 ноября   | 2 декабря              | 1 января 1150 |                |
| 6-й год Кюан (Металлическая Лошадь) | 1-я луна*       | 2-я луна   | 3-я луна* | 4-я луна* | 5-я луна               | 6-я луна* | 7-я луна*              | 8-я луна   | 9-я луна*   | 10-я луна  | 11-я луна              | 12-я луна     |                |
| Юлианский календарь                 | 31 января 1150  | 1 марта    | 31 марта  | 29 апреля | 28 мая                 | 27 июня   | 26 июля                | 24 августа | 23 сентября | 22 октября | 21 ноября              | 21 декабря    |                |
| 7-й год Кюан (Металлическая Коза)   | 1-я луна*       | 2-я луна   | 3-я луна  | 4-я луна* | 4-я луна* (високосная) | 5-я луна  | 6-я луна*              | 7-я луна*  | 8-я луна    | 9-я луна*  | 10-я луна              | 11-я луна     | 12-я луна      |
| Юлианский календарь                 | 20 января 1151  | 18 февраля | 20 марта  | 19 апреля | 18 мая                 | 16 июня   | 16 июля                | 14 августа | 12 сентября | 12 октября | 10 ноября              | 10 декабря    | 9 января 1152  |

* звёздочкой отмечены короткие месяцы (луны) продолжительностью 29 дней. Остальные месяцы длятся 30 дней.